# تشيستر هولاند
تشيستر هولاند (بالإنجليزية: Chester Holland)‏ (26 أغسطس 1888 في نيوزيلندا - 10 نوفمبر 1976 في نيوزيلندا) هو لاعب كريكت نيوزلندي. لعب مع Wellington cricket team ‏.